# Isoberlinia
Isoberlinia es un género de plantas fanerógamas de la familia Fabaceae. Es originario de África.

## Especies
A continuación se brinda un listado de las especies del género Isoberlinia aceptadas hasta mayo de 2011, ordenadas alfabéticamente. Para cada una se indica el nombre binomial seguido del autor, abreviado según las convenciones y usos.
- Isoberlinia angolensis (Benth.) Hoyle & Brenan
- Isoberlinia angolensis var. niembaensis (De Wild.) Brenan
- Isoberlinia doka Craib & Stapf
- Isoberlinia paradoxa Hauman
- Isoberlinia scheffleri (Harms) Greenway
- Isoberlinia tomentosa (Harms) Craib & Stapf